# Орден Рыцарей масонов
Орден Рыцарей масонов (англ. Order of Knight Masons) — светский масонский орден, открытый для всех масонов, которые также являются членами Ордена мастеров масонов метки и Капитула Королевской арки. Члены ордена встречаются в Совете рыцарей масонов, деятельность которого регулируется Верховным советом рыцарей масонов в Дублине.
Орден Рыцарей масонов состоит из трёх степеней, а именно: рыцарь меча, рыцарь востока, и рыцарь востока и запада. Советы рыцарей масонов управляются индивидуально превосходным главой, и он присваивает отдельно степени каждому кандидату. В присваиваемых степенях сообщается история по созданию Второго Храма в Иерусалиме. Эти степени завершают последовательность универсальных масонских степеней, которые относятся к ирландской системе.

## История

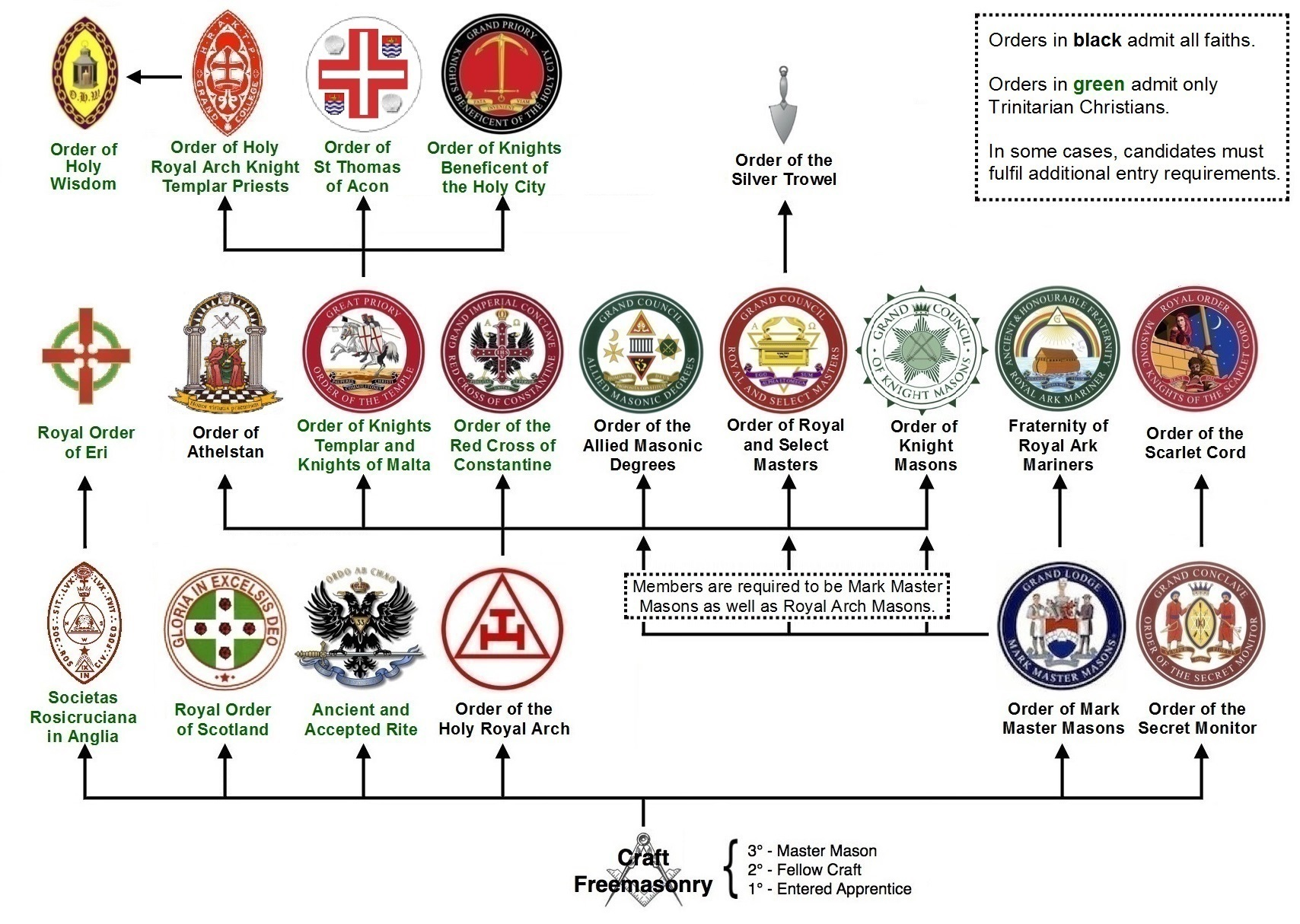
Орден рыцарей масонов в системе организаций дополнительных степеней связанных с Йоркским уставом

Степени, которые присваиваются в Ордене рыцарей масонов, встречаются также и в других организациях дополнительных степеней по всему миру. Например, в американском Йоркском уставе, в Древнем и принятом шотландском уставе, а также в других степенях, которые имеют близкое сходство с степенями рыцарей масонов.
В Ирландии эти степени не присваивались в масонских тамплиерских прецепториях до 1923 года. По сравнению с аналогичными церемониями, ирландский вариант этих степеней очень сложный и исключительно подробный, что вызвало решение создать отдельный руководящий орган, который практикуется независимо от тамплиерских масонских степеней. В 1923 году в Дублине прошло первое заседание Верховного совета рыцарей масонов, на котором прошло освящение новых советов и были сформированы степени посвящения.
В США рыцарское масонство было весьма популярным, что привело к быстрому расцвету степеней рыцарей масонов. В итоге, на основе советов рыцарей масонов, был сформирован Верховный совет США. Этот верховный совет регулирует деятельность советов во многих штатах США. Доступ в американские советы осуществляется строго по приглашениям, и только членам организаций йоркского устава.
Сегодня Орден рыцарей масонов можно встретить по всему миру. Советы можно найти в Австралии, Новой Зеландии, Южной Африке и Индии. Новые советы были основаны на Бермудах, в Греции и Англии.

## Совет Рыцарей масонов
Советы Рыцарей масонов возглавляются превосходным главой и двумя старшими офицерами, а именно старшим и младшим рыцарем. При официальных встречах рыцарей масонов разрешается формировать Совет меченосцев, Совет рыцарей востока, и Совет рыцарей востока и запада, в целях присвоения степеней. Поэтому каждая степень присваивается в каждом отдельном совете рыцарей масонов.

## Градусы
Есть три степени которые присваиваются в рамках Ордена рыцарей масонов, в которых идёт повествование о возвращении еврейского народа из вавилонского плена. Центральный персонаж во всех градусах — Зоровавель.
Степени ордена:
- Рыцарь меча, или вавилонского плена, в котором Зоровавель добивается разрешения от царя Кира вернуться в Иерусалим;
- Рыцарь востока, или Иордании, в котором рассказывается история о возвращении Зоровавеля в Персию, чтобы обратиться за помощью к царю Дарию;
- Рыцарь востока и запада, или Королевского ордена, который повествует о возвращении Зоровавеля к своим соотечественникам в Иерусалим.